# 堀内半三郎

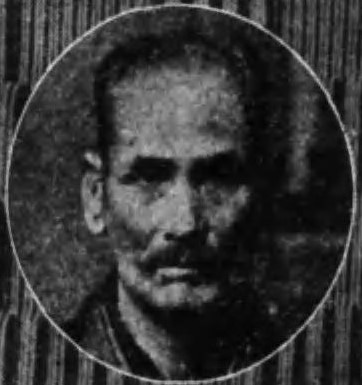
堀内半三郎

堀内 半三郎（ほりうち はんざぶろう、1852年2月20日（嘉永5年2月1日） - 1937年（昭和12年）7月7日）は、明治から大正時代の政治家、銀行家、実業家。貴族院多額納税者議員。

## 経歴
大地主、製茶業・堀内知雄の二男として駿河国富士郡吉原宿（吉原町、吉原市を経て現富士市）に生まれる。明治4年6月（1871年）に分家した。1883年（明治16年）以降、静岡県会議員のほか、吉原銀行取締役、興業銀行頭取、原田製紙、富士電気、富士軌道各社長を歴任した。
1911年（明治44年）静岡県多額納税者として貴族院議員に互選され、同年9月29日から1918年（大正7年）9月28日まで在任した。